# David Peck Todd

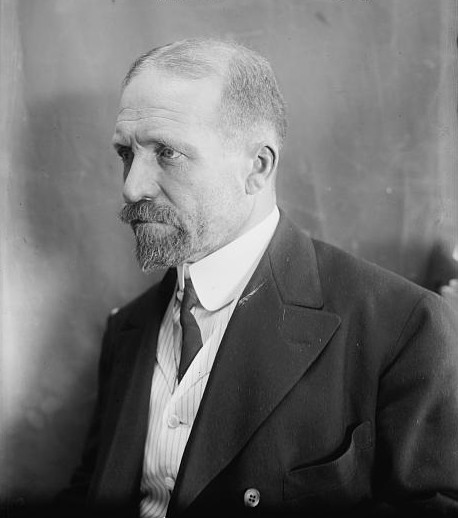
David Peck Todd

David Peck Todd (* 19. März 1855 in Lake Ridge, New York; † 1. Juni 1939 in Lynchburg) war ein US-amerikanischer Astronom.

## Leben
Todd studierte von 1870 bis 1872 an der Columbia University und dann von 1873 bis 1875 am Amherst College. 1878 schloss er sein Studium in Amherst mit dem M. A. ab. 1888 wurde er am Washington and Jefferson College zum Ph. D. promoviert.
Todd arbeitete von 1875 bis 1878 am US Naval Observatory und von 1878 bis 1881 am US Nautical Almanac Office. Von 1881 bis 1917 war er Professor für Astronomie und Direktor des Observatoriums an Amherst College. Von 1882 bis 1887 war er auch Professor für Astronomie und Höhere Mathematik am Smith College.
1909 schlug David Todd vor, mittels Forschungsballons und Radioempfängern nach eventuellen extraterrestrischen Radiosignalen zu suchen.